# Podelhotský mlýn

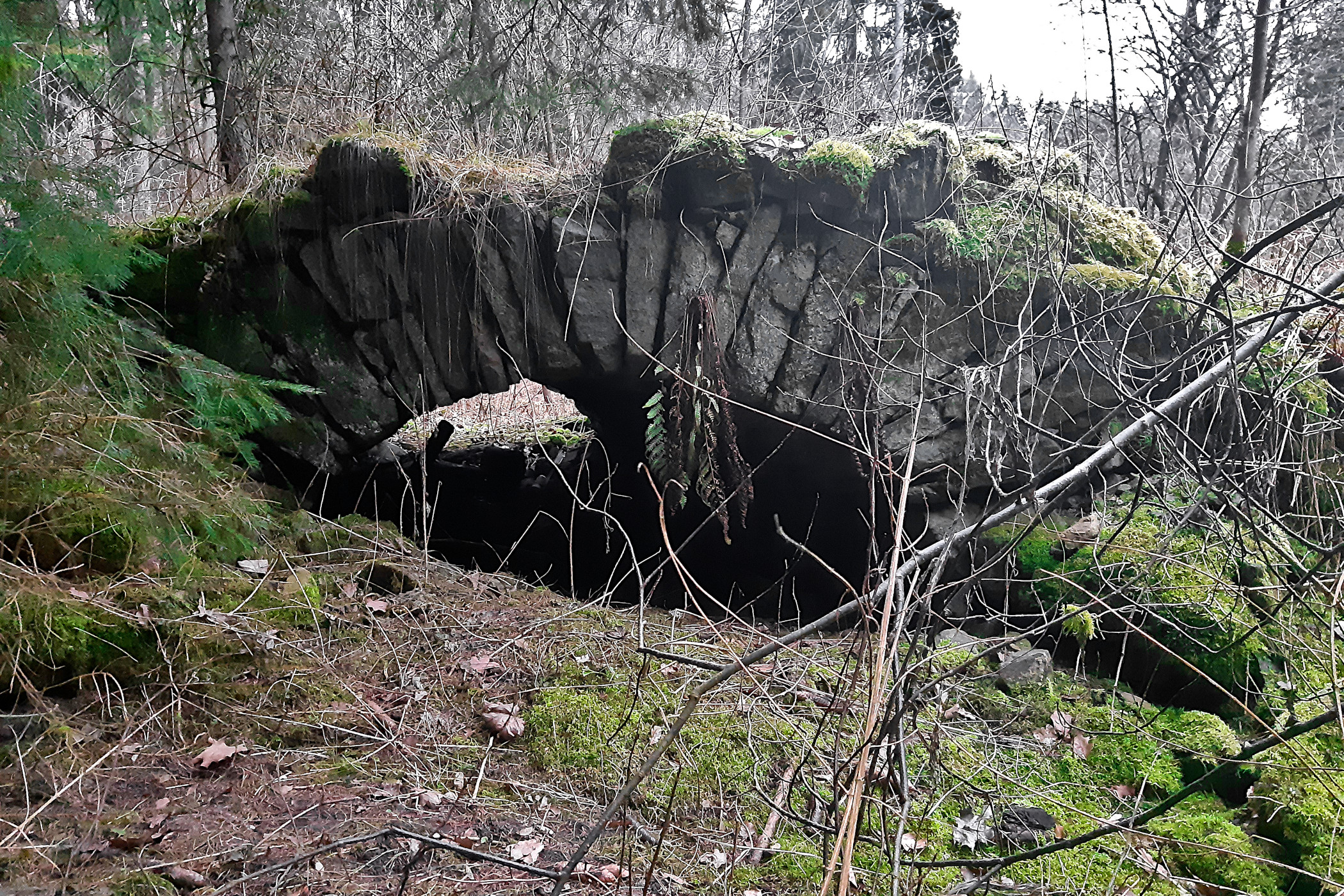
Mostek přes náhon

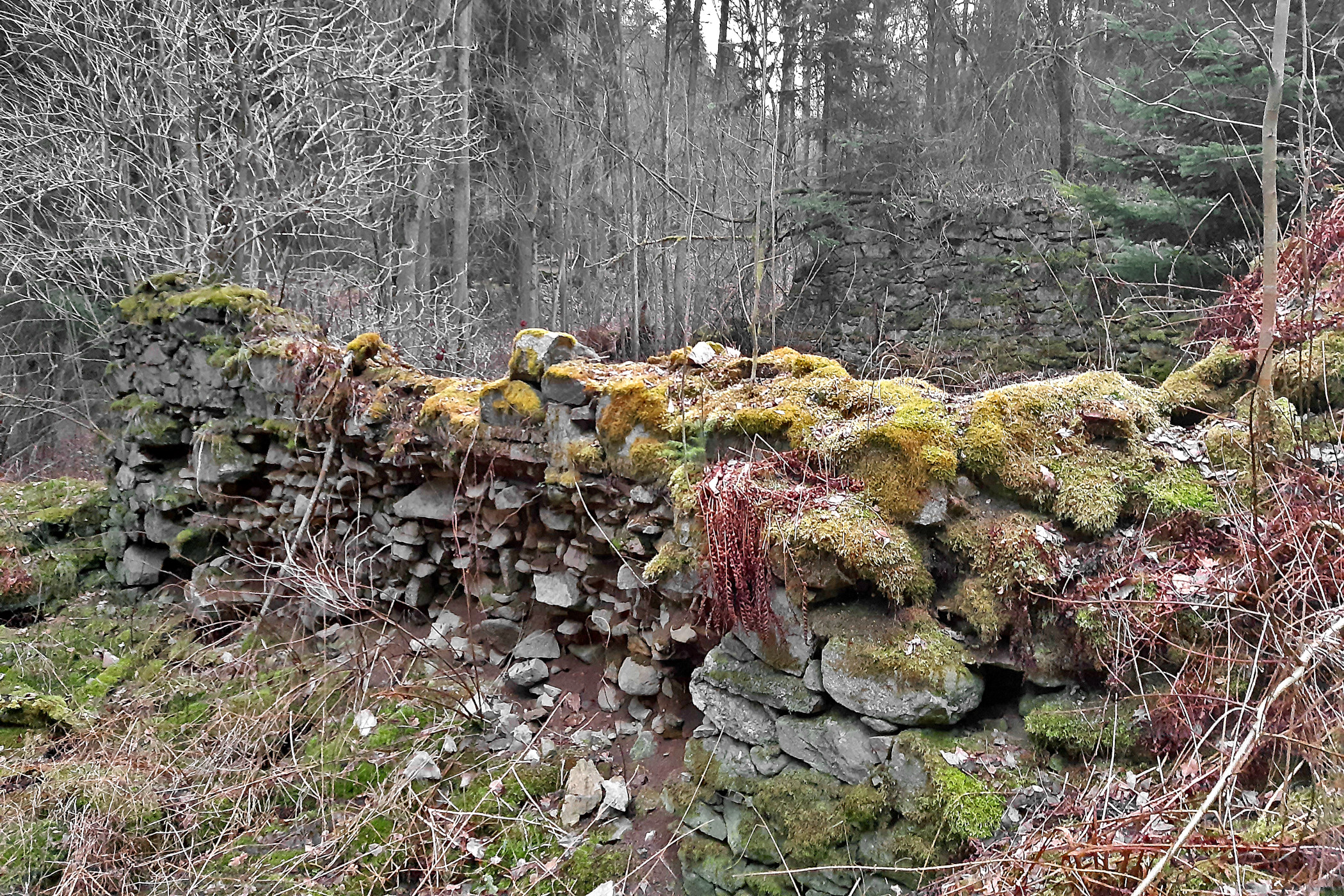
Podelhotský mlýn ruiny

Podelhotský mlýn ve Vidlákově Lhotě, dnes část okresního města Benešov, od nepaměti stával na Konopišťském potoce v části později pojmenované Měsíční údolí. Známa jsou jména majitelů počínaje rokem 1792. V roce 1912 jej v dražbě zakoupil František Ferdinand d'Este, který mlýn zrušil, a od těch dob sídlo pustne a okolí zarůstá lesem.